# Tarpeja
Tarpeja (łac. Tarpeia) – według rzymskiej legendy westalka, córka Spuriusza Tarpejusza, który dowodził obroną twierdzy na Kapitolu podczas najazdu Sabinów, wywołanego porwaniem Sabinek.
Podczas oblężenia Tarpeja zobaczyła wodza Sabinów Tytusa Tacjusza, w którym się zakochała. Obiecała otworzyć mu bramy twierdzy w zamian za obietnicę małżeństwa i to, co Sabinowie "mieli na lewych rękach". Na lewych rękach Sabinowie nosili złote naramienniki i pierścienie, jednak nosili w nich także tarcze. Gdy Tarpeja wpuściła wrogów do twierdzy, ci zrzucili na nią swoje tarcze, zabijając ją.
Miejsce, w którym miała zginąć Tarpeja, nazwano skałą Tarpejską. Rzymianie zrzucali z niej winnych krzywoprzysięstwa, cudzołóstwa i zdrady stanu.